# Wildflower (canción de 5 Seconds of Summer)
«Wildflower» es una canción de la banda australiana de pop rock 5 Seconds of Summer. Se lanzó como el quinto sencillo del cuarto álbum de estudio de la banda Calm el 25 de marzo de 2020, a través de Interscope Records.

## Antecedentes y lanzamiento
Hablando de la canción, Calum Hood dijo: «Queríamos hacer que el coro fuera una especie de elegir tu propia aventura, donde algunas palabras se omiten y luego se acentúan con estas grandes puñaladas de sintetizador. Permite que todos inventen su interpretación propia, y complete lo que piensen que podrían ser esas letras faltantes».

## Composición
La canción fue escrita por Calum Hood, Ashton Irwin, Michael Clifford, Geoff Warburton, Oscar Gorres y Rami Yacoub. «Wildflower» similar a «No Shame», es una reminiscencia del pop de los 80, que consiste en un «canto vocal parecido a los Beach Boys antes de un aumento en el bajo y el sintetizador los matices crean un tono romántico en los versos». Luke Hemmings sobre la pista comentó a través de Apple Music: «Este es el lado más claro del álbum, hacer que sea un himno grande, positivo y eufórico.

## Recepción crítica
Chris Payne de Billboard comentó que: «El quinto sencillo de Calm se basa en los llamativos toques de los 80 que le han servido bien al cuarteto australiano en el pasado. Abundan los tambores y las armonías psicodélicas». En una reseña del álbum, David de auspOp dijo que «Wildflower» es el sonido más pop en el álbum, además añadió que es una canción «adictivamente buena».

## Vídeo lírico
Se lanzó un video lírico en la página de YouTube de la banda el 24 de marzo de 2020, tres días antes del lanzamiento del álbum.
La banda había planeado originalmente un video musical de gran presupuesto, pero el rodaje se canceló en el último minuto debido a la orden de quedarse en casa emitida en California como respuesta a la pandemia de coronavirus. En cambio, cada miembro de la banda se filmó frente a una pantalla verde que pasaba de casa en casa.
El video oficial se lanzó 16 de abril de 2020. Fue descrito por Rolling Stone como "psicodélico", el director DeLuca sobre el concepto del clip comentó que «dado que la canción tiene un tono bastante distintivo de los 80/90, se me ocurrió con la idea de hacer un video musical al estilo MTV de los años 80/90».

## Posicionamiento en listas
| Listas (2020)                    | Mejor posición |
| -------------------------------- | -------------- |
| Irlanda (IRMA)                   | 80             |
| Lituania (AGATA)                 | 95             |
| Nueva Zelanda Hot Singles (RMNZ) | 8              |
| Reino Unido (UK Singles Chart)   | 81             |

## Historial de lanzamiento
| País   | Fecha               | Formato                      | Discográfica       | Ref   |
| ------ | ------------------- | ---------------------------- | ------------------ | ----- |
| Varios | 25 de marzo de 2020 | Descarga digital y Streaming | Interscope Records | [ 1 ] |